# Kleptoplastia

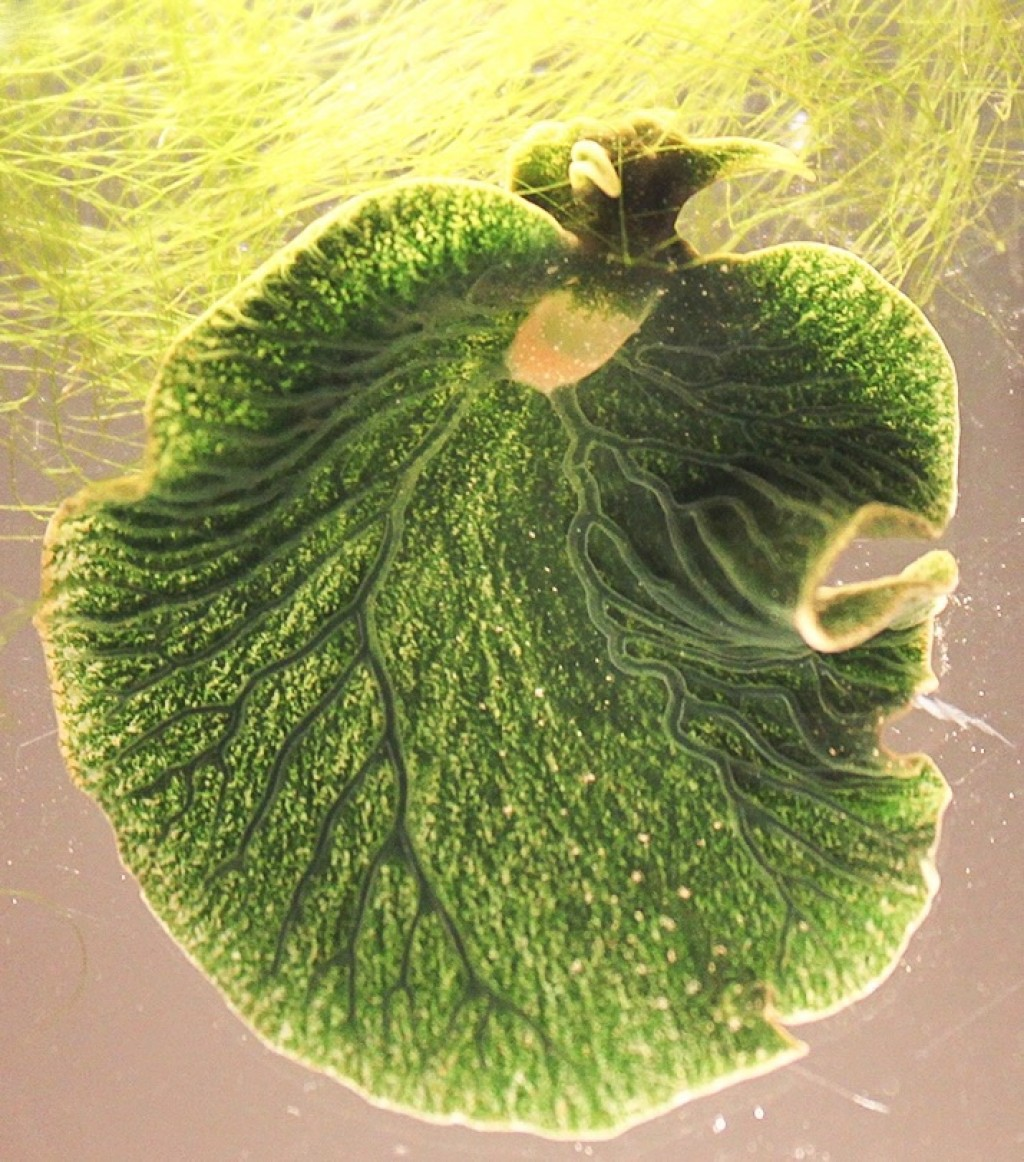
Elysia chlorotica

Kleptoplastia (kleptoplastydia) –  forma symbiozy, występującej pomiędzy plastydami glonów, a organizmami żerującymi na nich. W kleptoplastii organizm ma zdolność do przejmowania i przytrzymywania funkcjonujących plastydów (zwykle chloroplastów) z trawionych ciał ofiar. Termin angielski został po raz pierwszy użyty w roku 1990, dla określenia symbiozy pomiędzy komórkami ślimaka Elysia chlorotica i chloroplastami glona z rodzaju Vaucheria. Funkcjonujące plastydy zachowują się w ciele ślimaka do 14 miesięcy. Dwa inne gatunki zwierząt zdolne do kleptoplastii to wirki Baicalellia solaris i Pogaina paranygulgus, które korzystają z chloroplastów różnych okrzemek. Zjawisko kleptoplastii stwierdzone zostało jako dość częste także u bruzdnic i orzęsek.

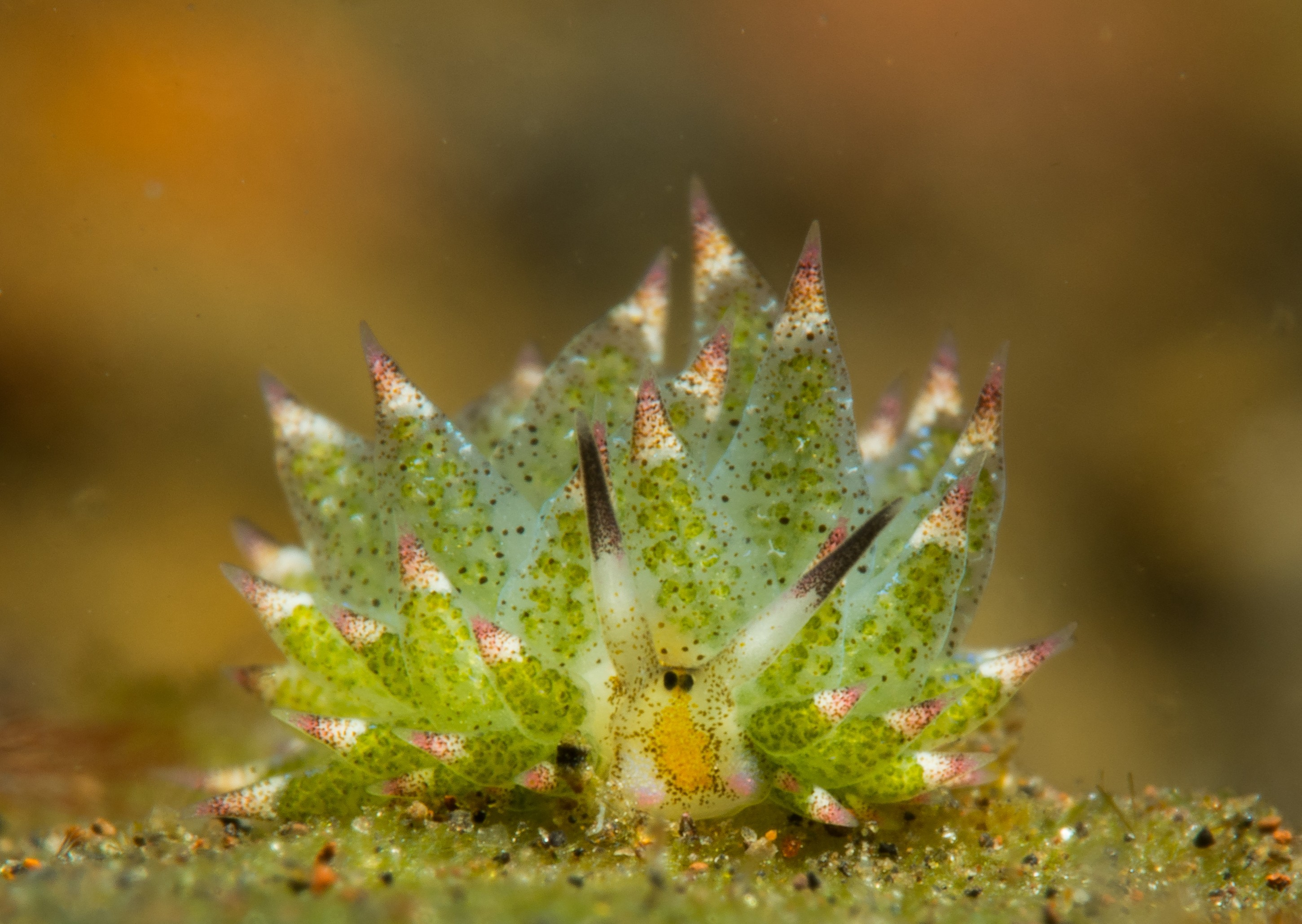
Costasiella kuroshimae, inny ślimak morski, wykorzystujący nietknięte, funkcjonujące chloroplasty glonów ze swojego pożywienia.